# Mărioara Sterian
Marioara Sterian  (n. 9 septembrie 1953, Brăila, România) este o actriță română de teatru și film.

## Biografie
A absolvit în anul 1979 Institutul de Artă Teatrală și Cinematografică I. L. Caragiale, Facultatea de Teatru, secția Actorie, București, 1979

## Filmografie
- Înainte de tăcere ‎(1978)
- Cine mă strigă (1980) - Ina Albu
- Fata morgana (1981) - bibliotecara
- Iancu Jianu zapciul (1981) - Tincuța
- Iancu Jianu haiducul (1981) - Tincuța
- Năpasta (1982)
- Pe malul stîng al Dunării albastre (1983)
- Acțiunea „Zuzuc” (1984) - Fizicuța
- Acordați circumstanțe atenuante?, 1984 - Dana
- Punct... și de la capăt (1987)
- Taina jocului de cuburi (1990) - mama lui Răducu
- Trenul vieții, 1998 - deportata
- 4 luni, 3 săptămâni și 2 zile, 2007 - Adela Racoviceanu
- 17: O poveste despre destin, 2008
- Fetele Marinarului, 2009 - Giulia
- Crăciunul la Castel (2011) - Ducesa de Belmont
- Pup-o mă!, 2018 - Ghicitoarea satului
- Pup-o, mă! 2: Mireasa nebună, 2021 - Ghicitoarea satului
- Pup-o, mă! 3: Înfruntarea bacilor, 2022 - Vrăjitoarea

## Legături externe
- Lista de piese în care joacă Mărioara Sterian Arhivat în 18 octombrie 2021, la Wayback Machine.